# Balge
Balge è un comune di 1 720 abitanti, della Bassa Sassonia, in Germania.
Appartiene al circondario (Landkreis) di Nienburg (Weser) (targa NI) ed è parte della comunità amministrativa (Samtgemeinde) di Weser-Aue.
Oltre a Balge, il capoluogo, il comune comprende le frazioni di Blenhorst, Bötenberg, Buchholz, Buchhorst, Dolldorf, Holzbalge, Mehlbergen, Möhlenhalenbeck e Sebbenhausen.